# 布罗伊尼希韦勒
布罗伊尼希韦勒是德国莱茵兰-普法尔茨州的一个市镇。总面积3.24平方公里，总人口457人，其中男性238人，女性219人（2011年12月31日），人口密度141人/平方公里。